# Carlarius heudelotii
Carlarius heudelotii är en fiskart som först beskrevs av Valenciennes, 1840.  Carlarius heudelotii ingår i släktet Carlarius och familjen Ariidae. Inga underarter finns listade.